# Polystichtis maeonoides
Polystichtis maeonoides är en fjärilsart som beskrevs av Frederick DuCane Godman 1903. Polystichtis maeonoides ingår i släktet Polystichtis och familjen Riodinidae. Inga underarter finns listade i Catalogue of Life.